# Axiocteta metaleuca
Axiocteta metaleuca är en fjärilsart som beskrevs av George Francis Hampson 1926. Axiocteta metaleuca ingår i släktet Axiocteta och familjen nattflyn. Inga underarter finns listade i Catalogue of Life.